# Tamashiro Yukiya
Yukiya Tamashiro (sinh ngày 10 tháng 9 năm 1993) là một cầu thủ bóng đá người Nhật Bản.

## Sự nghiệp câu lạc bộ
Yukiya Tamashiro đã từng chơi cho FC Ryukyu.